# Route 860 (Nouveau-Brunswick)
Pour les articles homonymes, voir Route 860.
La route 860 est une route locale du Nouveau-Brunswick, située dans le sud de la province. Elle traverse une région mixte, tant boisée que vallonneuse. De plus, elle mesure 42 kilomètres, et est pavée sur toute sa longueur. 

## Tracé
La 860 débute à l'est de Rothesay, une banlieue de Saint Jean, située à 15 kilomètres au nord-est de cette ville. La 860 débute plus précisément avec une échangeur partiel avec la route 111, dans le quartier de Wells. Elle commence par se diriger vers le nord-est pendant 17 kilomètres, en traversant French Village, en suivant la rivière Hammond, tout en étant parallèle à la route 1. Elle bifurque ensuite légèrement. Ers l'est pour rejoindre Titusville et Salina. Elle continue ensuite sa route en orientation est-nord-est pour traverser Salt Springs et pour se terminer sur la route 865, à Clover Hill, 14 kilomètres au sud-est de Norton. 

## Intersections principales
| route 860                 |             |    |                                                                |                                                                      |
| Comté                     | Location    | km | Intersection/Destinations                                      | Notes                                                                |
| Comté de Kings            | Rothesay    | 0  | R-111 ouest, vers R-1, Rothesay centre, Quispamsis, Saint Jean | échangeur incomplet (111 ouest seulement); extrémité ouest de la 860 |
| Comté de Kings            | Titusville  | 23 | Cemin Titusville est, Upham, Upperton                          |                                                                      |
| Comté de Kings            | Clover Hill | 42 | R-865, Norton, Sussex                                          | extrémité est de la 860                                              |
| Rose: Échangeur Incomplet |             |    |                                                                |                                                                      |